# Dekra Open Stuttgart
El Dekra Open Stuttgart és una antiga cursa ciclista per etapes que es disputava pels voltants de Stuttgart, a l'estat de Baden-Württemberg, Alemanya. La primera edició es disputà el 1988 amb el nom de Schwanenbrau Cup. El 1991 no es disputà i quan es tornà a fer, el 1992, ho feu amb el nom de Hofbrau Cup. El 1998 es tornà a suspendre i el 1999 tornà a canviar de nom, agafant el de Dekra Open Stuttgart. El 2000 fou la darrera edició que es disputà.

## Palmarès
| Any  | Vencedor         | Segon               | Tercer           |
| ---- | ---------------- | ------------------- | ---------------- |
| 1988 | Bruno Cenghialta | Ronny Vlassaks      | Andreas Kappes   |
| 1989 | Andrew Hampsten  | Luc Roosen          | Michel Dernies   |
| 1990 | Stefan Joho      | Jurg Bruggmann      | Rolf Järmann     |
| 1991 | No disputada     |                     |                  |
| 1992 | Alberto Elli     | Peter Meinert       | Rolf Sørensen    |
| 1993 | Davide Rebellin  | Bo Hamburger        | Felice Puttini   |
| 1994 | Rolf Aldag       | Andrea Peron        | Marco Serpellini |
| 1995 | Gianni Faresin   | Stefano Della Santa | Jan Ullrich      |
| 1996 | Dmitri Kónixev   | Giampaolo Mondini   | Johan Bruyneel   |
| 1997 | Fabio Roscioli   | Juris Silovs        | Andreas Kappes   |
| 1998 | No disputada     |                     |                  |
| 1999 | Dario Frigo      | Holger Sievers      | Fausto Dotti     |
| 2000 | Nicola Loda      | Andreas Kappes      | Søren Petersen   |